# Kō Murobushi
Kō Murobushi (室伏鴻, Murobushi Kō) est un danseur et chorégraphe japonais de danse butō né le 14 juin 1947 à Tokyo et mort le 18 juin 2015  à Mexico.

## Biographie
Kō Murobushi entreprend des études de lettres avant de suivre l'enseignement de Tatsumi Hijikata, figure emblématique du butō.
Murobushi devient au cours des années 1970 l'un des principaux créateurs et danseurs de ce mouvement de danse contemporaine. Il fonde plusieurs compagnies : la troupe Dairakudakan 大駱駝艦 en 1972, où il côtoie Akaji Maro (Maro Akaji 麿 赤兒), puis Ariadone en 1974 avec Carlotta Ikeda, Sebi en 1976 et Ko & Edge Co en 2003,.
En 2008, Murobushi fait la connaissance de Bartabas et de sa compagnie Zingaro lors d'une tournée de cette dernière au Japon. Ils décident de chorégraphier un spectacle équestre, Le Centaure et l'Animal, créé en 2010,.

## Principales chorégraphies
- 1973 : Youbutsushintan
- 1975 : Meskazan
- 1978 : Le Dernier Eden - porte de l’au-delà
- 1983 : Iki-1
- 1984 : Iki-2
- 1985 : Monsieur Kafka
- 1993 : Ai - Amour
- 2000 : Edge
- 2010 : Le Centaure et l'Animal avec Bartabas